# Thionia gibba
Thionia gibba är en insektsart som beskrevs av Melichar 1906. Thionia gibba ingår i släktet Thionia och familjen sköldstritar. Inga underarter finns listade i Catalogue of Life.